# Anti-Masonic Party
Die Anti-Masonic Party, zu Deutsch Anti-Freimaurer-Partei, war im 19. Jahrhundert eine kleine Partei in den Vereinigten Staaten. Sie wandte sich stark gegen die Freimaurerei. Es handelte sich aber nicht um eine Partei mit nur einem einzigen Programmpunkt, sondern sie strebte danach, eine große Partei zu werden.
Gegründet wurde sie 1828 in Upstate New York und war damit die erste Drittpartei in der amerikanischen Politik, die sich im traditionellen Zweiparteiensystem durchzusetzen versuchte.

## Geschichte

### Der Fall Morgan
Die Partei erlebte ihren Aufstieg nach dem mysteriösen Verschwinden William Morgans im Jahre 1826, eines Freimaurers aus Batavia, der mit seinem Orden unzufrieden geworden war und dessen Geheimnisse zu verraten plante. Er wurde Opfer mehrerer Zwischenfälle, bis er im September schließlich ergriffen und heimlich nach Fort Niagara gebracht wurde, wo er verschwand. Obwohl sein endgültiges Schicksal nie bekannt wurde, nahm man gemeinhin an, dass er einem Verbrechen zum Opfer gefallen war. Dieses Ereignis erzeugte große Aufregung und führte zu dem Glauben, dass Freimaurer unmöglich gute Bürger sein konnten.

### Gesellschaftliche Umstände
Die Gegnerschaft zur Freimaurerei wurde von den Kirchen als eine Art religiöser Kreuzzug aufgegriffen und wurde überdies zu einem lokalpolitischen Streitpunkt im Westen von New York, wo im Frühjahr 1827 die Bürger in vielen Massenversammlungen beschlossen, keinen Freimaurer bei der Kandidatur für ein öffentlichen Amtes zu unterstützen.
Im New York dieser Zeit waren die Nationalen Republikaner, auch „Adams men“ genannt, eine sehr schwache Organisation. Raffinierte politische Führer machten sich daher sofort daran, die starke Stimmung gegen die Freimaurerei zu nutzen, um eine neue große Partei zu gründen, die gegen die aufsteigende Jacksonian Democracy opponieren sollte. Dies fiel ihnen umso leichter, als Jackson selbst ranghoher Freimaurer war und häufig lobend über seinen Orden sprach. Bei den Wahlen von 1828 schnitt die neue Partei unerwartet gut ab, und nach einem Jahr hatte sie die Nationalen Republikaner in New York praktisch ersetzt. 1829 offenbarte sich die Gesinnung ihrer Führer, als sie, zusätzlich zu ihrer Gegnerschaft gegen die Freimaurerei, Verbesserungen im Inneren und Schutzzölle forderte.

### Aufstieg und Niedergang
Von New York breitete sich die Anti-Masonic Party in andere mittlere Staaten und nach Neuengland aus; besonders erstarkte sie dabei in Pennsylvania und Vermont. Schon 1827 war eine nationale Organisation geplant, als die Führer aus New York erfolglos versuchten, Henry Clay, einen Freimaurer, zu überzeugen, dem Orden zu entsagen und sich an die Spitze der Bewegung zu setzen. 1831 wurde William A. Palmer zum Gouverneur von Vermont gewählt, wiederum dank der vorherrschenden Anti-Freimaurer-Stimmung, und er behielt dieses Amt bis 1835.
Die Partei organisierte die erste Versammlung zur Nominierung eines Präsidentschaftskandidaten in der Geschichte der Vereinigten Staaten. Zu den US-Präsidentschaftswahlen von 1832 nominierten sie als Kandidaten William Wirt, der zu diesem Zeitpunkt selbst Freimaurer war, und Amos Ellmaker als seinen Vize-Präsidenten. Wirt gelang es, 7,78 Prozent aller abgegebenen Stimmen und die sieben Wahlmänner von Vermont zu gewinnen.
Das höchste wählbare Amt, das je von einem Parteimitglied errungen wurde, war das des Gouverneurs von Pennsylvania, das Joseph Ritner von 1835 bis 1838 bekleidete. Dies war der Höhepunkt ihres Erfolges; indes begann die Organisation schon 1833 in New York abzusterben, ihre Mitglieder begannen stufenweise wieder den Nationalen Republikanern und anderen Opponenten Jacksons beizutreten, um in letzter Konsequenz die Whig-Partei zu begründen. In anderen Staaten überlebte die Partei ein wenig länger, aber bis 1836 waren die meisten Mitglieder zu den Whigs übergelaufen. Ihre letzte Handlung in der nationalen Politik bestand darin, auf einer Versammlung in Philadelphia im November 1838 die Kandidatur von William H. Harrison zum Präsidenten und John Tyler zum Vize-Präsidenten zu unterstützen.
Die Ursache für das Wachstum der Anti-Freimaurer-Bewegung lag mehr in den politischen und sozialen Bedingungen jener Zeit als in der Entführung Morgans, die eher der Tropfen war, der das Fass zum Überlaufen brachte. Unter dem Namen „Anti-Freimaurer“ sammelten befähigte Führer die mit den bestehenden politischen Bedingungen Unzufriedenen. Die Tatsache, dass Wirt, den sie für die Präsidentschaft 1832 aufstellten, nicht nur Freimaurer gewesen war, sondern den Orden sogar in einer Rede vor der Versammlung verteidigt hatte, die ihn dann nominierte, lässt erahnen, dass die schlichte Gegnerschaft zur Freimaurerei bald ein unbedeutender Faktor für den Zusammenhalt der verschiedenartigen Elemente war, aus denen die Partei bestand.